# Martti Järventie
Martti Järventie (* 4. April 1976 in Tampere) ist ein ehemaliger finnischer Eishockeyspieler, der im Verlauf seiner aktiven Karriere unter anderem für die Canadiens de Montréal in der National Hockey League gespielt hat.

## Karriere
Martti Järventie begann seine Karriere als Eishockeyspieler bei Ilves Tampere, für das er von 1994 bis 2000 in der SM-liiga spielte. In der Saison 1995/96 stand er zudem in 16 Spielen für deren Ligarivalen Lukko Rauma auf dem Eis. Nach der Saison 2000/01, in der der Verteidiger bei TPS Turku unter Vertrag stand, wurde er im NHL Entry Draft 2001 in der vierten Runde als insgesamt 109. Spieler von den Canadiens de Montréal ausgewählt, für die er in der folgenden Spielzeit jedoch nur eine Partie bestritt und ansonsten in der American Hockey League für deren Farmteam, die Québec Citadelles, auflief. Anschließend kehrte Järventie in seine finnische Heimat zurück, wo er zunächst in der Saison 2002/03 bei seinem Ex-Klub Ilves Tampere unter Vertrag stand, ehe er bis Sommer 2007 für Jokerit Helsinki aktiv war. 
In der Saison 2007/08 spielte Järventie zum zweiten Mal in seiner Karriere im Ausland, als er für Mora IK aus der schwedischen Elitserien aktiv war. Nach der Spielzeit kehrte er nach Finnland zurück, wo er einen Vertrag beim amtierenden Meister Kärpät Oulu erhielt, mit dem er in der Saison 2008/09 Vize-Meister wurde. Danach verließ er Oulu wieder und wurde vom Helsingfors IFK unter Vertrag genommen, mit dem er 2011 die finnische Meisterschaft gewann. Zur Saison 2011/12 kehrte er zu seinem Ex-Verein Ilves Tampere zurück.
Seine aktive Karriere ließ er in der Saison 2015/16 beim Ligakonkurrenten HPK Hämeenlinna und beim britischen Verein Milton Keynes Lightning mit Spielbetrieb in der English Premier Ice Hockey League ausklingen.

### International
Für Finnland nahm Järventie an den Junioren-Weltmeisterschaften 1995 und 1996 teil.

## Erfolge und Auszeichnungen
- 2007 Matti-Keinonen-Trophäe
- 2009 Finnischer Vizemeister mit Kärpät Oulu
- 2011 Finnischer Meister mit Helsingfors IFK